# Harzschütze
Harzschütze, auch Harzbursche, Schnapphahn, Freibeuter oder Landzwinger nannte sich ein Angehöriger einer Partisanenbewegung im Harzgebiet während des Dreißigjährigen Krieges. Sie wehrten sich einerseits gegen das Treiben der Söldner der verschiedenen Besatzungstruppen, verübten als Räuberbanden aber auch Überfälle gegen die Bevölkerung. 

## Geschichte
Nachdem General Graf Tilly mit seinen Truppen ab 1623 von Hessen aus das Eichsfeld besetzt hatte, begann mit dem Vormarsch von Wallenstein ab 1625 eine neue Zeit der kriegerischen Unruhen. Von Norden schickte König Christian von Dänemark als Vertreter der protestantischen Verbündeten zur Verteidigung Truppenteile bis in die nördlichen Teile des Oberharzes, die damals politisch zu ihm gehörten: Zellerfeld, Grund, Wildemann und Lautenthal. Die südlichen Teile mit Osterode, Clausthal, St. Andreasberg und Altenau hatten sich von Christian IV. distanziert und wollten möglichst neutral bleiben bzw. unterstanden Herzog Georg, einem Verbündeten der katholischen Liga. In den Jahren 1624/1625 erhoben sich Bewohner in der Umgebung des Harzes gegen die Willkür, Requirierungen und Plünderungen der Söldner Tillys und rotteten sich zu kleinen Widerstandsgruppen, vor allem bestehend aus verarmten Bauern umliegender Ortschaften, zusammen. Sie verließen ihre Heimstätten, bildeten kleine Abteilungen und bezogen Stützpunkte in schwer zugänglichen Gebieten des Gebirges. Sie selbst nannten sich „Harzschützen“. Ihre Anführer waren meistens Männer, die schon im Kriegsdienst gestanden hatten und das Kriegshandwerk beherrschten. Die Bewegung konzentrierte sich vor allem im Harzvorland in den Gebieten um Osterode, Benneckenstein, Stolberg, Thale, Blankenburg, Nordhausen und Neustadt unterm Hohnstein. Ein Sammelpunkt war die Bergstadt Grund, weshalb Tilly am 10. Februar 1626 einen Vergeltungsschlag gegen Grund begann und die Stadt in den folgenden Tagen völlig zerstörte. Daraufhin wurden 300 Mann protestantischer Truppen nach Zellerfeld verlegt, um die Stadt vor Tilly zu schützen und sie besetzten in der Folge auch zeitweilig Clausthal, bis Tilly mit überraschend starken Truppen anrückte, woraufhin die Besatzungstruppen aus Clausthal und Zellerfeld flohen. Tilly besetzte ab dem 19. März 1626 Clausthal. 
Nach zeitgenössischen Angaben zählten die Harzschützen etwa 600 Mann. Sie führten einen erfolgreichen Kleinkrieg, wobei sie das waldreiche und gebirgige Gelände geschickt ausnutzten. Sie vernichteten Requirierungstrupps, überfielen Transporte, verjagten Kommandos und zerschlugen schwache Garnisonen. 1626 und 1627 dehnten sie ihre Streifzüge bis nach Halberstadt, Aschersleben und Einbeck aus.
Zwischen den Zentren der Bewegung bestanden allerdings nur lose Kontakte, und selten gab es ein Zusammenwirken. Aber erst Ende der 1620er Jahre konnten Truppen diese größte Widerstandsbewegung im mitteldeutschen Raum während des Dreißigjährigen Krieges unterdrücken.
In Eisdorf, einem Ortsteil der Gemeinde Bad Grund in Niedersachsen, ist die Harzschützenstraße nach der Bewegung benannt.

## Namentlich bekannte Harzschützen
Nach einem Verfolgungsbefehl gegen die Harzschützen waren nachfolgende Personen die Rädelsführer unter den Harzschützen:
- Hans Warnecke (Hans von Eisdorf)
- Christophel Schiltknecht (Winkelstoffel, Stoffel, Winkel Stoffel)
- Lorenz Dieckmann von Badenhausen
- Hans Stats Sötefleisch von der neuen Hütte bei Badenhausen (angeblich von den Osterödern eingefangen und entgeht seiner Hinrichtung wegen eines Bittbriefs von ihm an den Oberbergverwalter in Zellerfeld[4])

Die nachfolgenden Personen waren jeweils Anführer einer Gruppe von Harzschützen:
- Thomas Günther (Dommes): Der Andreasberger Thomas Günther gebrauchte seine Anführerposition unter den Harzschützen auch zur persönlichen Rache. So behauptete er gegenüber Kapitän Wildenstein (dem Anführer einer dänischen Kompanie, die im Geheimen mit den Harzschützen zusammenarbeitete) wahrheitswidrig, der Richter Georg Stolle sei ein Falschmünzer, worauf der Richter mit einer Geldstrafe belegt wurde.[5] Am 11. Mai 1626 kam eine auffallend schick gekleidete Einheit der Harzschützen nach Andreasberg, wo die Kämpfer auf Kosten der Gemeinde tafelten. Anschließend gingen sie zum Haus des Stadtrichters, der jedoch bereits geflohen war. Die Harzschützen zerschlugen das Mobiliar in seinem Haus und warfen Brandfackeln hinein, die jedoch von Nachbarn des Richters noch gelöscht werden konnten, bevor ein Brand ausbrach. Die Mutter Thomas Günthers hatte vor Gericht gegen den Richter verloren, was vermutlich der Beweggrund für diese Aktion war.[6]
- Corporal Hans Müller: 200 Dragoner umzingelten am 21. Juli 1627 unter Oberhauptmann David Peckherr aus Halberstadt sein Dorf und nahmen ihn, die Musikanten und seine Gäste auf seiner Hochzeitsfeier in Beneckenstein fest. Ein Kampf zwischen Bauern und Soldaten brach aus, die Bauernhäuser wurden in Brand gesteckt. Flüchtende Bauern wurden von den Soldaten niedergemacht. Diese Aktion war eine Vergeltungsmaßnahme gegen die Harzschützen. Vermutlich wurde Hans Müller mit glühenden Zangen zum Tod gefoltert.[7]
- Ochsen Heinrich
- Pflugmeister
- Bastian Huck[8]
- Hans Lindener oder auch Lindemann war Förster. Er führte einen Trupp Bauern. Quartier war ein Gerberhaus in Harzburg. Wer ihm als Feind in die Hände fiel, hatte keine Gnade zu erwarten und wurde auf jeden Fall getötet. Am 8. Februar 1626 versuchte eine Gruppe Kämpfer (darunter auch Kroaten) ihn auszuschalten. Lindener wurde jedoch nur verletzt. Die Angreifer hatten die Harzschützen unterschätzt. Das Gerberhaus wurde von den Gegnern der Harzschützen niedergebrannt. Lindener wurde später in Goslar verhaftet und dann aus unbekanntem Grund wieder freigelassen.[9]

Weitere Harzschützen waren unter anderem:
- Falk von Dinkelsbühl war ein Adeliger aus Schwaben. Er ist angeblich eine Zeit lang als Anführer aller Harzschützen aufgetreten.[8]

Wichtige Unterstützer der Harzschützen:
- Graf Phillip Reinhard zu Solms war Statthalter in Wolfenbüttel. Er soll die Harzschützenbewegung durch Waffenlieferungen und Aufrufe unterstützt haben.[8] An die Stadt Osterode, die damals im Verdacht stand, mit den Harzschützen zu kooperieren, schrieb er sie würden zu hart gegen Männer vorgehe, die für den Kaiser kämpfen könnten.[10]

## Musical
An die Harzschützen erinnerte ein gleichnamiges Rockmusical, das von August 2007 bis September 2009 im Schloss Harzgerode und von Juli 2012 bis Juni 2013 in Stolberg (Harz) aufgeführt wurde. Veranstalter war die Harzer Schmalspurbahn, die auch einen Sonderzug, den Harzschützenexpress, von Quedlinburg nach Harzgerode einsetzte. Das Musical spielt im Jahr 1625 und erzählt eine thematisch mit den Harzschützen verbundene Geschichte.